# Golanki (województwo podlaskie)
Golanki – wieś w Polsce położona w województwie podlaskim, w powiecie kolneńskim, w gminie Grabowo.
Na przełomie 1783/1784 wieś leżała w parafii Grabowo, dekanat wąsoski diecezji płockiej i była własnością sześciu rodzin szlacheckich: Bagińskiego, Romatowskiego, Konopki, Świderskich, Sikorskiego i Załęskiego. W 1827 r. było tu 12 domów i 75 mieszkańców. W 1929 r. majątek ziemski miał tu Jan Dziekoński (68 mórg).
W latach 1975–1998 miejscowość administracyjnie należała do województwa łomżyńskiego.
Wierni kościoła rzymskokatolickiego należą do parafii św. Jana Chrzciciela w Grabowie.